# تيم كوني (لاعب كرة قاعدة)
تيم كوني (بالإنجليزية: Tim Cooney)‏ هو لاعب كرة قاعدة أمريكي، ولد في 19 ديسمبر 1990 في كوليجفيل في الولايات المتحدة.

## وصلات خارجية
- تيم كوني على موقع دوري كرة القاعدة الرئيسي (الإنجليزية)
- تيم كوني على موقعبيزبول رفرنس.كوم (الدوري الرئيسي) (الإنجليزية)
- تيم كوني على موقعبيزبول رفرنس.كوم (الدوري الثانوي) (الإنجليزية)
- تيم كوني على موقع إي إس بي إن.كوم (أم.أل.بي) (الإنجليزية)
- تيم كوني على موقع مشجعي الرسوم البيانية (الإنجليزية)